# Linia kolejowa nr 153
Linia kolejowa nr 153 Toszek Północ – Rudziniec Gliwicki – pierwszorzędna, prawie w całości dwutorowa, zelektryfikowana linia kolejowa znaczenia państwowego w województwie śląskim.
Linię kolejową otwarto w 1975 roku, a rok później zelektryfikowano.
23 października 2017 PKP PLK podpisały z przedsiębiorstwem Porr umowę na rewitalizację linii nr 153, 199, 681, 682 i 872.
| Od         | Do         | tor 1    | tor 2    |
| ---------- | ---------- | -------- | -------- |
| Kilometraż | Kilometraż | Prędkość | Prędkość |
| -0,883     | 19,657     | 90       | 60       |